# ایزوله ترمیتی
ایزوله ترمیتی (به ایتالیایی: Isole Tremiti) یک کومونه در ایتالیا است که در استان فوجیا واقع شده‌است.

## خصوصیات
ایزوله ترمیتی ۳٫۱۳ کیلومترمربع مساحت و ۴۹۶ نفر جمعیت دارد و ۷۰ متر بالاتر از سطح دریا واقع شده‌است.